# Мицкевич, Иустин Васильевич
Иусти́н Васи́льевич Мицке́вич (1 июня 1841 — 27 октября 1918) — государственный деятель Российской империи, помощник Наместника на Кавказе по гражданской части, сенатор, действительный тайный советник.

## Биография
Окончил юридический факультет Университета Святого Владимира. В службе с 31 декабря 1864 года рязанским уездным стряпчим.
Член Тифлисского окружного суда. С 30 мая 1878 года по 20 февраля 1888 года Мицкевич занимал пост вице-губернатора Елизаветпольской губернии, имея сначала чин статского советника, а 30 декабря 1886 года получив чин действительного статского советника.
Оставив в 1888 году пост вице-губернатора, Мицкевич был назначен вице-директором канцелярии Главноначальствующего гражданской частью на Кавказе и одновременно помощником начальника канцелярии Главноначальствующего по военно-народному управлению Кавказского края, а в 1894 году стал директором канцелярии Главноначальствующего гражданской частью и начальником канцелярии по военно-народному управлению Кавказским краем. Занимая эти должности, он 1 января 1898 года был пожалован в тайные советники, а вскоре назначен членом Совета при Главнональствующем гражданской частью на Кавказе.
Членом Совета при Главноначальствующем Мицкевич оставался вплоть до упразднения поста Главноначальствующего и восстановления 26 февраля 1905 года должности Наместника Е. И. В. на Кавказе, когда старый Совет был заменён Советом Наместника, в который вошёл и Мицкевич.
2 апреля 1906 года тайный советник Н. А. Султан-Крым-Гирей был уволен от должности помощника Наместника на Кавказе по гражданской части с назначением сенатором; на его место помощником Наместника был назначен тайный советник Мицкевич. Историк А. В. Островский отмечал, что черносотенная печать обвиняла Мицкевича, как и его предшественника, в связях с революционным движением. Хотя эти обвинения не доказаны, характерно, по мнению Островского, что Мицкевич затягивал выдачу разрешения на арест известного участника революционного движения, бывшего и. о. Кутаисского губернатора В. А. Старосельского, дав тем самым возможность последнему скрыться.
Служба Мицкевича в должности помощника Наместника была отмечена высокими наградами: 6 декабря 1906 года он был пожалован орденом Святого Александра Невского, а 1 января 1907 года назначен сенатором с оставлением в занимаемой должности. Уволен от должности помощника Наместника Мицкевич был 6 сентября 1909 года, пробыв на этом посту почти три с половиной года, и был определён к присутствию во Второе общее собрание Правительствующего Сената. 31 декабря 1914 года он был произведён в действительные тайные советники. Был почётным мировым судьёй округа Тифлисского окружного суда.
Скончался в Петрограде 27 октября 1918 года.
Мицкевич был женат на Надежде Петровне Витковской и имел двух детей: Георгия и Елену.

## Награды
- Орден Святого Станислава 1-й степени (1888 год)
- Орден Святой Анны 1-й степени (1891 год)
- Орден Святого Владимира 2-й степени (1895 год)
- Орден Белого орла (1902 год)
- Орден Святого Александра Невского (6 декабря 1906 года)
- Знак отличия за XL лет беспорочной службы
- знак отличия, учреждённый 17 апреля 1863 года (за введение в действие положения 19 февраля 1861 года)
- Медали: коронационная 1896 года, в память царствования Императора Александра III, в память 300-летия царствования Дома Романовых